# Stockholms Segelflygklubb

Stockholms Segelflygklubb är en segelflygklubb med cirka 200 medlemmar med sin bas vid Långtora flygfält nordöst om Enköping.
Klubben bedriver utbildning till såväl segelflygcertifikat som sträckbehörighet, behörighet att flyga avancerat och behörighet att flyga motorseglare.

## Historia
Klubbens föregångare bildades 1935 av Bertil Florman med bas på Bromma flygfält. Klubben började med att bygga egna glidflygplan och 1939 fick klubben sitt första riktiga segelflygplan av typen Grunau Baby. 1942 gick alla segelflygare i Stockholm samman i Stockholms Segelflygklubb och 1943 flyttades verksamheten helt till Skarpnäcksfältet.
1946 köpte klubben sitt första egna bogserflygplan av typ Klemm 25. År 1953 fick klubben en DFS Kranich från Flygvapnet och kunde börja utbilda nya elever med dubbelkommando. 1959 fick klubben sitt första segelflygplan av modellen Bergfalke.
Verksamheten vid Långtora påbörjades 1967. I september 1980 skedde sista flygningen från fältet i Skarpnäck.

## Flygplan
| Luftfarkost                  | Ursprung  | Typ                    | Tillverkningsår | Inköpsår  | Beteckning   | Notering        |
| ---------------------------- | --------- | ---------------------- | --------------- | --------- | ------------ | --------------- |
| Schleicher ASK 21            | Tyskland  | Multirole-skolflygplan | 19922004        | 1992 2004 | SE-UKHSE-USG |                 |
| Schempp-Hirth Discus B       | Tyskland  | Standardklass          | 19841988        | 2005 1988 | SE-UMFSE-UGI |                 |
| Rolladen-Schneider LS6c      | Tyskland  | 18 och 15-metersklass  | 1994            | 1994      | SE-ULB       |                 |
| Schempp-Hirth Duo Discus     | Tyskland  | Tvåsitsklass           | 2001            | 2008      | SE-UTX       |                 |
| DG Flugzeugbau DG-1000       | Tyskland  | Tvåsitsklass           | 2004            | 2004      | SE-UPZ       |                 |
| Scheibe Bergfalke            | Tyskland  | Veteran                | 1964            |           | SE-TBT       |                 |
| Schleicher K8b               | Tyskland  | Veteran                | 1964            | 1964      | SE-TCZ       |                 |
| Diamond HK36TTC Super Dimona | Österrike | Motorseglare           | 2008            | 2008      |              |                 |
| Piper PA-25 Pawnee           | USA       | Bogserflygplan         | 1977            |           | SE-IYE       | Tidigare G-BEXL |
| Piper PA-18 Super Cub        | USA       | Bogserflygplan         | 1960            | 1967      | SE-CSB       | 150hk           |

## Tidigare flygplan
| Luftfarkost                     | Ursprung        | Typ                | Inköpsår | Försäljningsår | Tillverkningsår | Beteckning | Notering                                                                 |
| ------------------------------- | --------------- | ------------------ | -------- | -------------- | --------------- | ---------- | ------------------------------------------------------------------------ |
| Grunau Baby                     | Tyskland        | Segelflygplan      | 1939     | 1961           |                 | SE-SAH     | Införskaffad genom donation av Gösta Åhlén.                              |
| Grunau Baby                     | Tyskland        | Segelflygplan      |          | 1961           |                 | SE-SAX     | Okänt inköpsår.                                                          |
| DFS Weihe                       | Tyskland        | Segelflygplan      | 1944     | 1960           |                 | SE-SCP     | Totalhaveri.                                                             |
| Moswey 3                        | Schweiz         | Segelflygplan      | 1945     | 1961           |                 | SE-SDI     |                                                                          |
| Grunau Baby                     | Tyskland        | Segelflygplan      | 1945     |                |                 |            | Den femte i klubbens ägo. Okänt försäljningsår.                          |
| DFS Kranich                     | Tyskland        | Segelflygplan      | 1953     | 1960           |                 | SE-STF     | Erhållen från Flygvapnet.                                                |
| Scheibe Bergfalke               | Tyskland        | Segelflygplan      | 1959     |                |                 | SE-SXR     | Havererade år 1965, okänt försäljningsår.                                |
| Scheibe Bergfalke               | Tyskland        | Segelflygplan      | 1961     |                |                 | SE-TAD     | Okänt försäljningsår.                                                    |
| Fauvel AV.36                    | Frankrike       | Segelflygplan      | 1961     |                |                 | SE-STY     | Okänt försäljningsår.                                                    |
| Schleicher K8-B                 | Tyskland        | Segelflygplan      | 1964     |                |                 | SE-TCW     | Okänt försäljningsår.                                                    |
| Scheibe SF-27A                  | Tyskland        | Segelflygplan      | 1966     | 1997           |                 | SE-TDP     |                                                                          |
| Glasflügel Standard Libelle     | Tyskland        | Segelflygplan      | 1970     | 1996           |                 | SE-TIS     | Exporterad till Storbritannien.                                          |
| Glasflügel Standard Libelle     | Tyskland        | Segelflygplan      | 1970     |                |                 | SE-TIT     | Totalförstördes i landningshaveri år 1990.                               |
| Schempp-Hirth Standard Cirrus G | Tyskland        | Segelflygplan      | 1976     | 2002           |                 | SE-TPZ     | Havererade utanför Herrljunga 2007 vid utelandning.                      |
| Schleicher ASK 21               | Tyskland        | Segelflygplan      | 1980     | 2004           |                 | SE-TVH     |                                                                          |
| Hoffmann H36 Dimona             | Österrike       | Motorsegelflygplan | 1984     | 2009           |                 | SE-TUY     | Uthyrd från 2009 till Ljusdals Flygklubb.                                |
| Scheibe Bergfalke III           | Tyskland        | Segelflygplan      | 1997     | 2007           |                 | SE-TEW     | Ur drift p.g.a. spräckt skida 2002. Exporterad till Litauen.             |
| Scheibe Bergfalke II/55         | Tyskland        | Segelflygplan      |          | 2008           |                 | SE-TBL     | Okänt inköpsår. Konverterad till Bergfalke III. Exporterad till Litauen. |
| Shempp-Hirth Standard Cirrus B  | Tyskland        | Segelflygplan      |          | 2002           |                 | SE-TPS     | Okänt inköpsår. Exporterad till Slovakien.                               |
| LET L-23 Super Blaník           | Tjeckoslovakien | Segelflygplan      | 2003     |                |                 | SE-UKC     | Inhyrd. Okänt slutår. Såld till Finland 2005.                            |
| Scheibe Bergfalke III           | Tyskland        | Segelflygplan      |          | 2008           |                 | SE-TEH     | Okänt inköpsår. Exporterad till Litauen.                                 |
| Scheibe Bergfalke III           | Tyskland        | Segelflygplan      |          | 1989           |                 | SE-TER     | Okänt innehavandeår. Ägd av KSAK. Skrotad.                               |
| Schleicher K8-B                 | Tyskland        | Segelflygplan      |          | 2008           |                 | SE-SZE     | Okänt inköpsår.                                                          |
| Scheibe Bergfalke IV            | Tyskland        | Segelflygplan      |          | 1989           |                 | SE-TLF     | Okänt innehavandeår. Ägd av KSAK, exporterad till Tyskland.              |
| Fi-1                            | Tyskland        | Bogserflygplan     | 1945     |                |                 |            | Ej i egen ägo. Okänt försäljningsår.                                     |
| Klemm 25                        | Tyskland        | Bogserflygplan     | 1946     |                |                 | SE-AHY     | Okänt försäljningsår.                                                    |
| Klemm 35                        | Tyskland        | Bogserflygplan     | 1955     |                |                 | SE-BGO     | Okänt försäljningsår.                                                    |
| de Havilland Moth               | Storbritannien  | Bogserflygplan     |          | 1962           |                 | SE-BYM     | Okänt inköpsår.                                                          |
| Piper PA-18 Super Cub           | USA             | Bogserflygplan     | 1962     |                |                 | SE-SCS     | 150hk. Okänt försäljningsår.                                             |
| Piper PA-18 Super Cub           | USA             | Bogserflygplan     | 1978     | 1987           |                 | SE-GPG     |                                                                          |
| Piper PA-18 Super Cub           | USA             | Bogserflygplan     |          |                |                 | SE-CZZ     | 150hk. Okänt inköps. Totalhaveri år 1990 efter spinn på låg höjd.        |